# Transenna

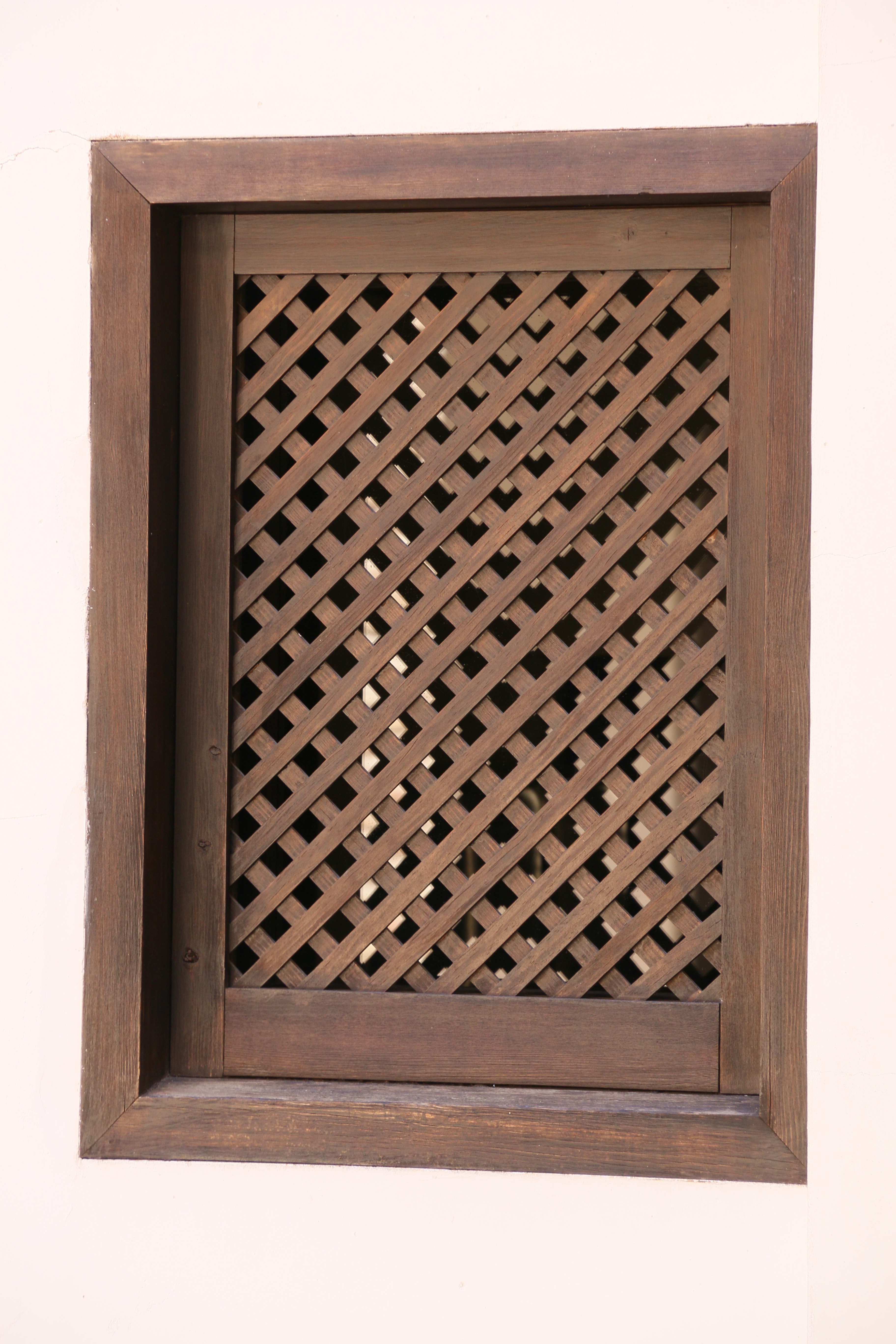
Transenna em uma janela.

Transenna, é um termo de origem italiana, também chamado gelosia ou reticulado em Portugal, que em arquitetura e decoração designa uma placa ou lageado de pedra, madeira ou metal, trabalhada com motivos ornamentais, utilizada para separar espaços interiores de uma edificação ou desta com o exterior.  Muito utilizada, também, em janelas. 
Um exemplo é a transenna de mármore da Capela Sistina de Mino de Fiesole, Giovanni Dálmata e Andréa Bregno.  Outro exemplo interessante é o da Casa das Gelosias, em Braga (Portugal).